# Skippy (film, 1931)
Pour l’article homonyme, voir Skippy.
Pour plus de détails, voir Fiche technique et Distribution.
Skippy est un film américain en noir et blanc réalisé par Norman Taurog, sorti en 1931.
Le film ayant eu un grand succès, une suite a été tournée rapidement, Sooky, sorti huit mois plus tard, avec les mêmes acteurs dans les mêmes rôles.

## Synopsis
Skippy, un garçon de neuf ans espiègle et intrépide, est le fils du docteur Skinner, inspecteur sanitaire et homme politique local. Ce dernier voit un problème social et sanitaire dans le bidonville tout proche, séparé du reste de la ville par une voie ferrée. Il interdit donc à son fils d'y jouer. Skippy ne respecte pas l'interdiction car la vie dans le bidonville est plus excitante. Un jour, Skippy et son ami Sidney jouent dans le bidonville. Ils aident l'un des garçons, Sooky, à faire face à l'harceleur Harley Nubbins. Skippy et Sooky deviennent amis. 
Harley Nubbins brise accidentellement le pare-brise de la voiture de son père avec le yo-yo de Skippy. Afin d'éviter la punition de son père colérique, Harley blâme Skippy et Sooky. Monsieur Nubbins est en colère et leur demande de l'argent pour les dommages causés. Comme il est attrapeur de chiens errants pour la fourrière, il emmène le chien de Sooky avec lui sous prétexte qu'il n'a pas de collier.
Pour libérer le chien, Skippy casse sa tirelire et donne trois dollars à Sooky. Nubbins prend l'argent pour le pare-brise, mais les garçons sont censés apporter trois dollars supplémentaires pour libérer le chien. Skippy et Sooky passent les deux jours suivants à vendre de la limonade et du bois et à organiser des spectacles de rue. Cela leur rapporte deux dollars. Skippy essaye d'emprunter le dollar manquant à son père, mais ce dernier ne lui donne pas d'argent, d'autant plus que son fils ne lui donne pas la raison exacte de l'emprunt. Il manque trente cents, mais Skippy et Sooky vont quand même voir Nubbins. Il leur dit que le chien a été abattu. Sooky cherche du réconfort auprès de sa mère, tandis que Skippy est en colère contre son père. Il reste à l'écart du dîner et pleure tout son soûl. Le docteur Skinner commence à réfléchir.
Le lendemain matin, les parents de Skippy lui présentent un nouveau vélo, mais l'enfant ne montre que peu d'intérêt au cadeau. Skippy échange le vélo avec son amie Eloise contre son chien, et il amène l'animal à Sooky. Pendant ce temps, le doteur Skinner a changé d'avis à propos des habitants du bidonville. Il achète un chien pour Sooky et trouve un travail à sa mère. Au lieu de penser à démolir le bidonville, il souhaite désormais aider ses habitants. Il y accompagne son fils et joue avec lui. Dans la foulée, il casse le nouveau pare-brise de M. Nubbins. Le médecin remporte le combat ultérieur contre Nubbins et montre à Skippy que son père est également bon à quelque chose.

## Fiche technique
- Titre : Skippy
- Réalisation : Norman Taurog
- Scénario : Joseph L. Mankiewicz, Norman Z. McLeod, Sam Mintz et Don Marquis
  - d'après la bande dessinée éponyme de Percy Crosby
- Musique : Jack King, John Leipold (non crédité)
- Photographie : Karl Struss
- Producteur : Louis D. Lighton
- Société de production : Paramount Pictures
- Pays de production :  États-Unis
- Langue d'origine : anglais américain
- Format : noir et blanc — 35 mm — 1,33:1 — son : mono
- Genre : comédie dramatique
- Durée : 85 min
- Dates de sortie :
  - États-Unis : 2 avril 1931 (première à Los Angeles)
  - États-Unis : 25 avril 1931 (sortie nationale)
  - France : 30 décembre 1931

## Distribution

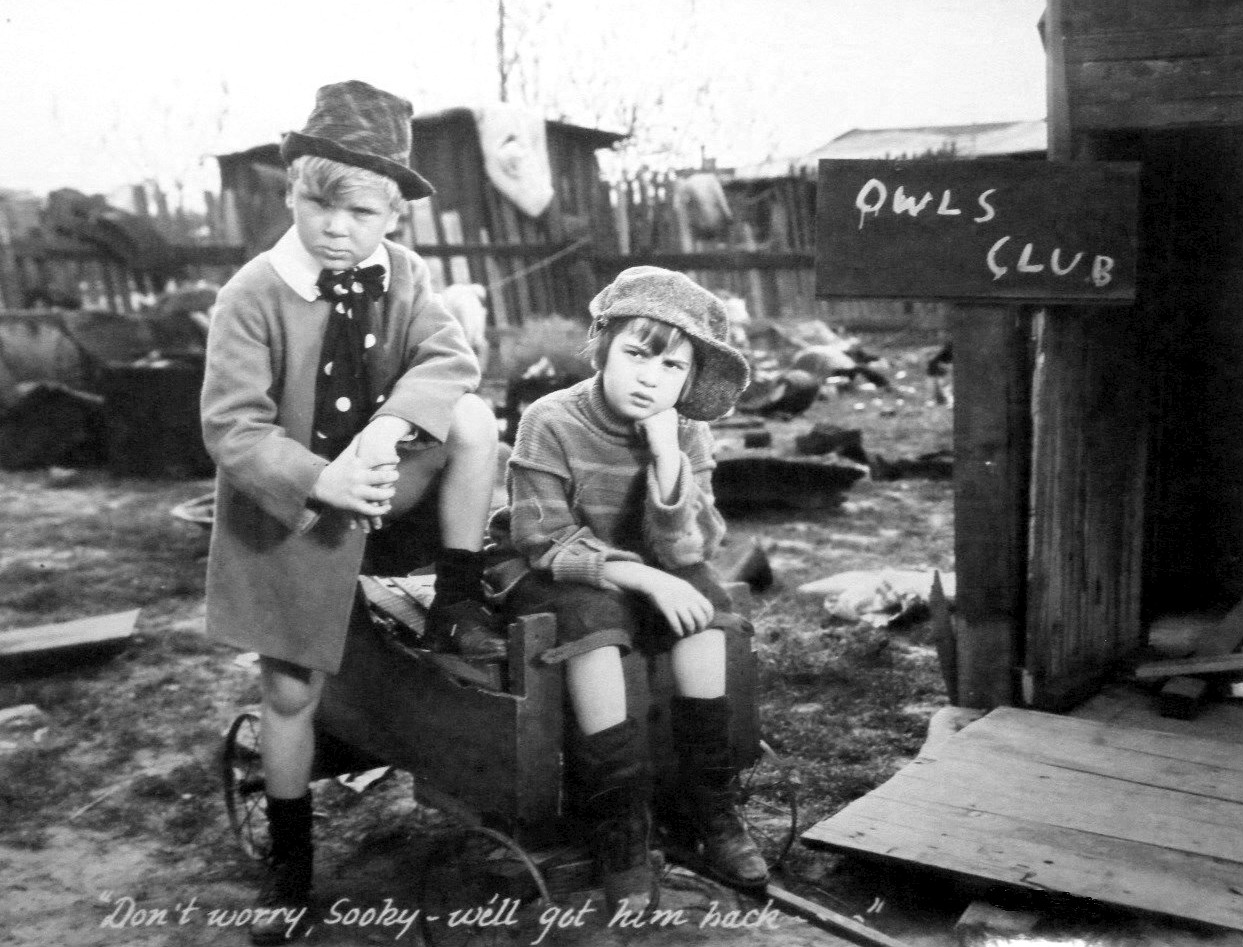
Jackie Cooper et Robert Coogan.

- Jackie Cooper : Skippy Skinner
- Robert Coogan : Sooky Wayne
- Mitzi Green : Eloise
- Jackie Searl : Sidney
- Willard Robertson : Dr Herbert Skinner
- Guy Oliver : Dad Burkey
- Enid Bennett : Mme Ellen Skinner

## Récompenses et distinctions
Le jeune acteur Jackie Cooper a été nommé aux Oscars pour son rôle de Skippy, à l'âge de neuf ans ; c'est le plus jeune acteur ayant fait l'objet d'une nomination.

## Autour du film
- Lors d'une scène où Cooper devait pleurer, l'équipe de tournage a fait semblant de tuer son chien afin de lui faire verser de vraies larmes.